# 叶夫根尼娅·拉莫诺娃
叶夫根尼娅·阿列克谢耶芙娜·拉莫诺娃（俄语：Евгения Алексеевна Ламонова，1983年8月9日—），俄罗斯女子击剑运动员，主攻花剑。她曾在2008年夏季奥林匹克运动会中获得女子花剑团体金牌。